# Mantispa capeneri
Mantispa capeneri là một loài côn trùng trong họ Mantispidae thuộc bộ Neuroptera. Loài này được Handschin miêu tả năm 1959.